# ازدواج شاد من
ازدواج شاد من (به ‏کره‌ای: 결혼하자 맹꽁아!؛ انگلیسی: My Merry Marriage) یک مجموعهٔ تلویزیونی محصول کره جنوبی با بازی پارک هانا، پارک سانگ نام، کیم سا کوان، لی یون دو، پارک تام هی و لی اون هیونگ است. این مجموعه از ۷ اکتبر ۲۰۲۴، روزهای دوشنبه تا جمعه ساعت ۲۰:۳۰ (کی‌اس‌تی) از کی‌بی‌اس۱ پخش شد.

## بازیگران

### اصلی
- پارک هانا در نقش مِنگ گونگ هی[۲]
- پارک سانگ نام در نقش گو دان سو[۲]
- کیم سا کوان در نقش سو مین کی[۲]
- لی یون دو در نقش کانگ جی نا[۲]
- پارک تام هی در نقش اوم هونگ دان[۲]
- لی اون هیونگ در نقش مِنگ گونگ بو[۲]

## تولید

### توسعه
مجموعه تلویزیونی خانوادگی ازدواج شاد من به نویسندگی سونگ جونگ ریم، به کارگردانی کیم سونگ گون و تهیه‌کنندگی دی‌کی ئی‌اندام و مانستر یونین است.